# Estação Carlos Gardel
A Estação Carlos Gardel é uma das estações do Metro de Buenos Aires, situada em Buenos Aires, entre a Estação Pueyrredón e a Estação Medrano. Faz parte da Linha B.
Foi inaugurada em 17 de outubro de 1930. Localiza-se no cruzamento da Avenida Corrientes com a Rua Agüero. Atende o bairro de Balvanera.
El 12 de junho de 1933 se inaugurou uma conexão subterrânea com o Mercado de Abasto de Buenos Aires, atualmente um centro comercial.
Dentro de sua história, se pode destacar que nesta estação cantou Kevin Johansen, que também deu um mini show em um vagão.

## Decoração
A estação Carlos Gardel possui cinco murais: na plataforma sul o mural Gardel por três de Andrés Compagnucci homenageia ao célebre cantante de tango e na plataforma norte Abasto, do mesmo autor reproduz a fachada de dito mercado, localizado nas proximidades da estação; ambos foram realizados em 2000.
No banheiro da estação há outros dois murais realizados em 1998 pela ceramista Ingeborn Ringer com desenho de Carlos Páez Vilaró, de temática gardeliana; e um filete realizado por León Untroib em 2000. Completa a decoração um mural confeccionado por alunos de una escola primária instalado na plataforma norte em 1984.

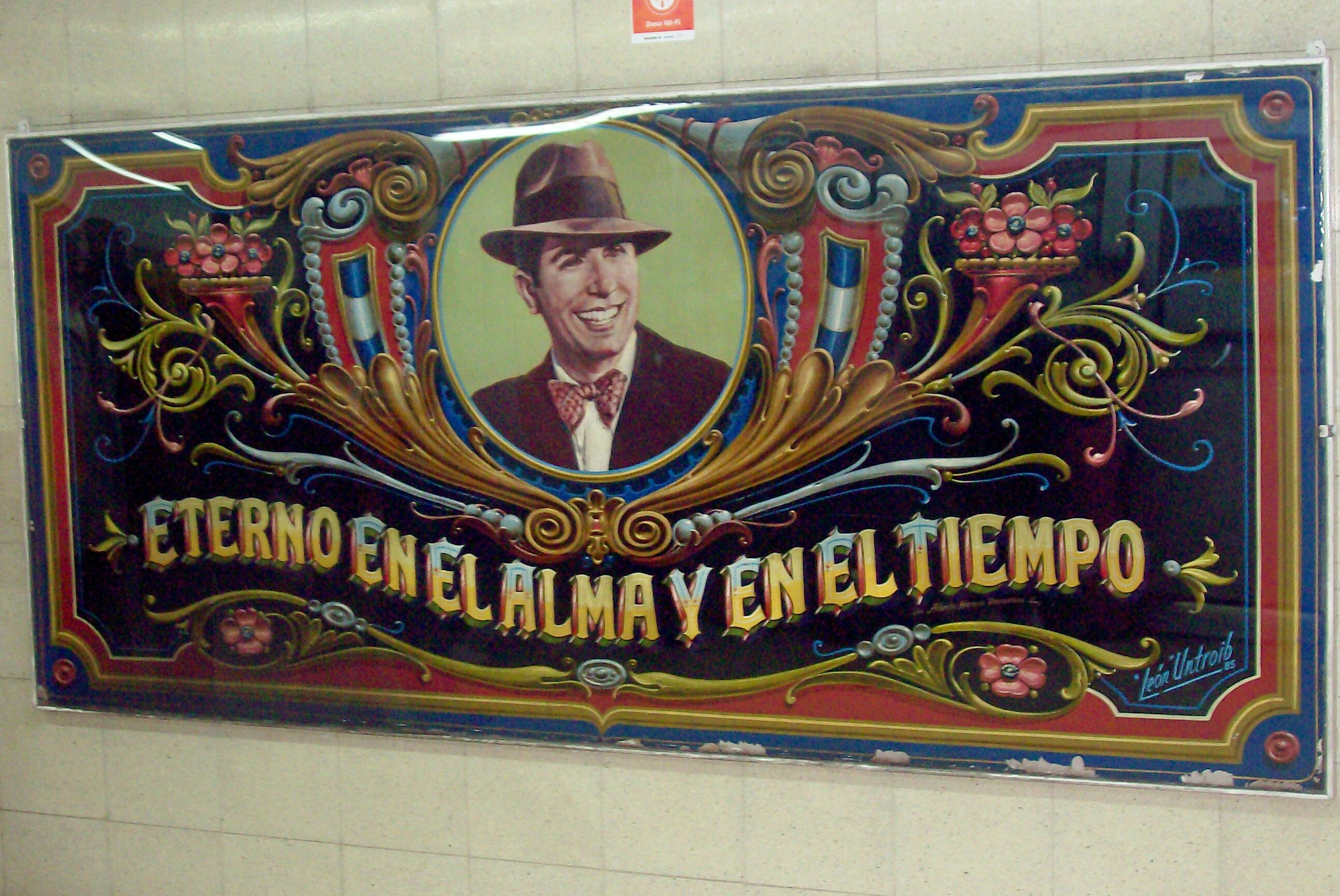
Retrato de Carlos Gardel frente para a boletería da estação, obra do fileteador León Untroib